# Uchronia

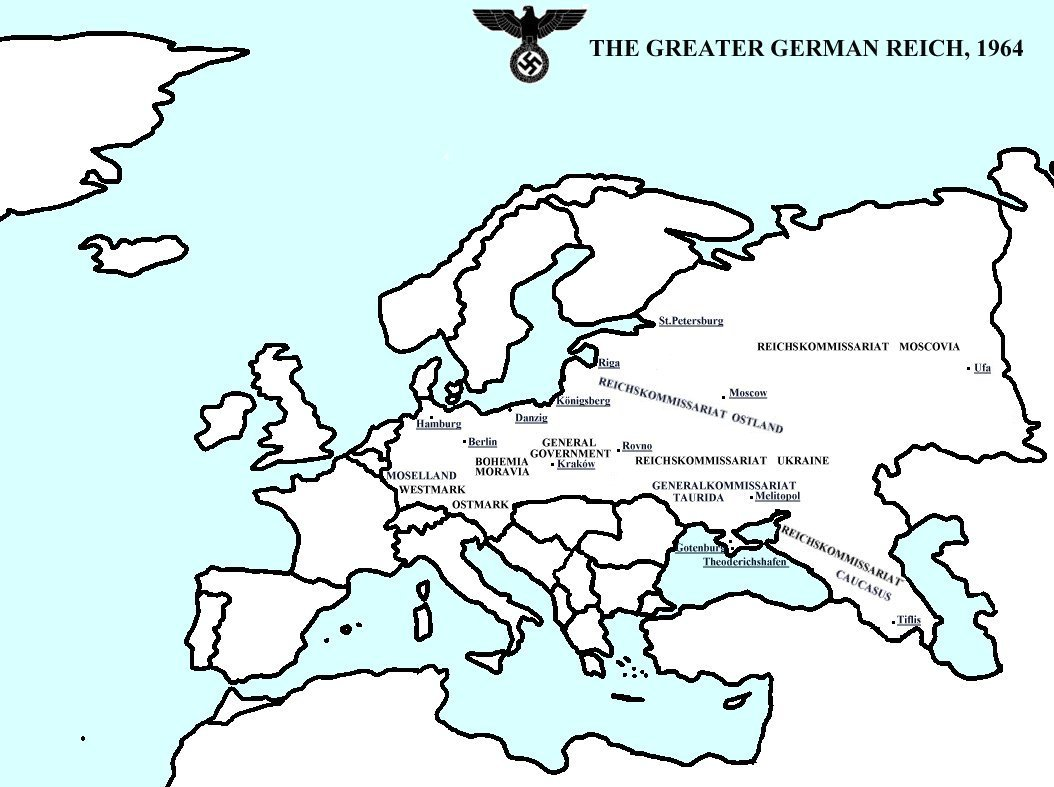
Ta mapa przedstawiająca alternatywną historię II wojny światowej może być porównana do uchronii.

Uchronia (grc. ou – nic i chronos – czas; „czas nieistniejący”) – utwór literacki podobny do utopii, przedstawiający inną wersję wydarzeń historycznych, rozgrywających się w świecie alternatywnym.
Określenie „uchronia” pojawiło się po raz pierwszy w tytule powieści Charlesa Bernarda Renouviera z 1857. Uznaje się, że pierwszą uchronią był Napoleon apocryphe Louisa Geoffroy'ego. Uchroniami nazywano część powieści Teodora Parnickiego, np. I tom Nowej baśni.
Nazwa „uchronia” używana jest w literaturze francuskiej. W literaturze polskiej uchronie są częściej określane jako historia alternatywna.